# تروی، بدفوردشر
تروی (به انگلیسی: Turvey) یک روستا و محله مدنی در بریتانیا است که در Bedford واقع شده‌است. تروی ۱٬۲۲۵ نفر جمعیت دارد.